# Abolition de la prison

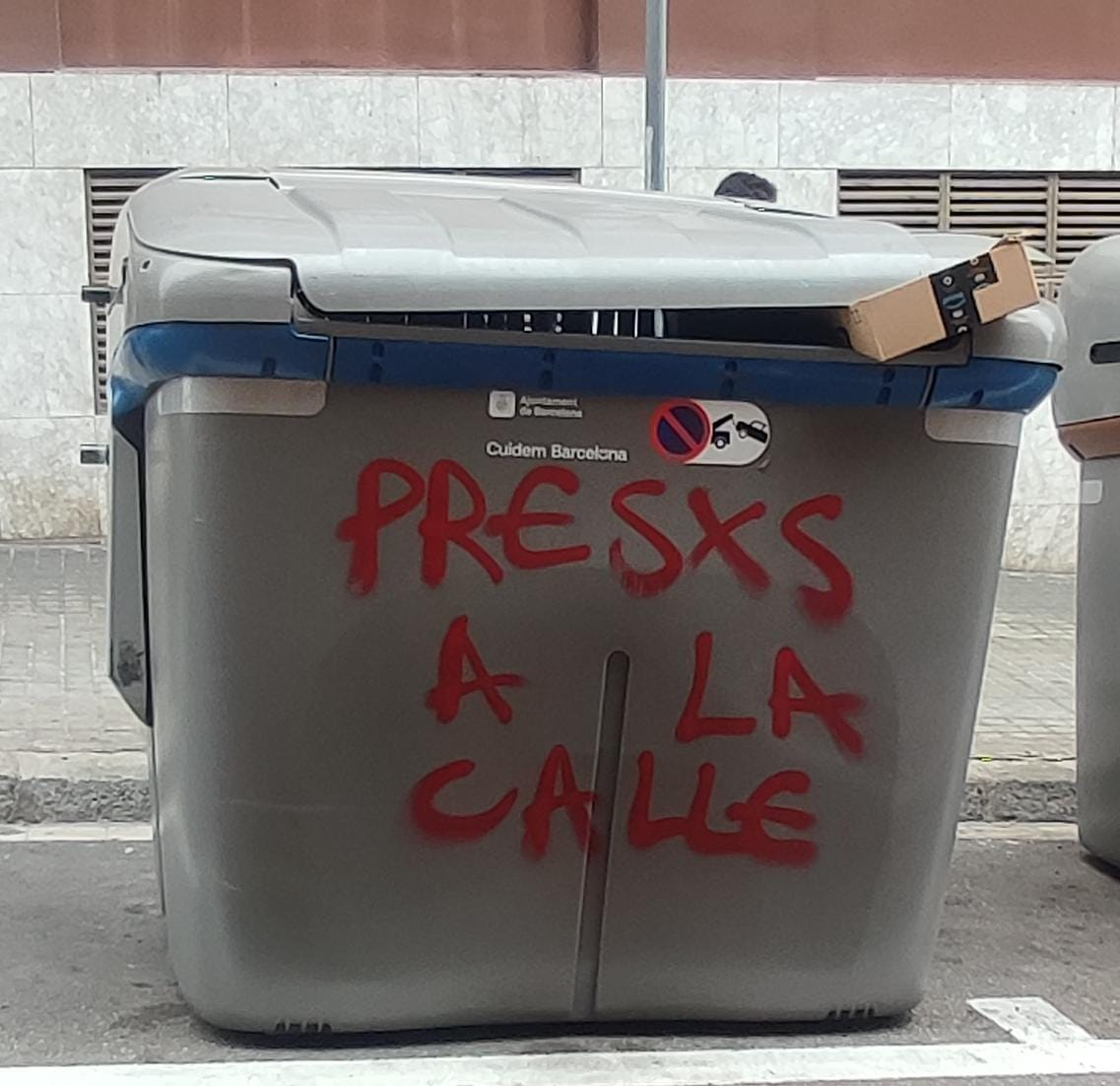
Graffiti à Barcelone du 2022 qui dit « prisonniers à la rue ! » en espagnol.

L'abolitionnisme est un courant de pensée et des mobilisations politiques qui visent la suppression de l'esclavage. Par extension, on utilise le terme pour tous mouvements qui cherchent la suppression d'une institution ou d'une loi. On parle par exemple de l'abolition de la peine de mort, de la torture, du travail, des privilèges, de la police, etc. Cet article concerne les théories politiques, mouvements ou organisations qui prônent l'abolition des prisons, qui entrent dans le cadre plus large de l'abolitionnisme pénal, qui prône l'abolition du système pénal (prisons, police, tribunaux).

## Critiques de l'institution carcérale

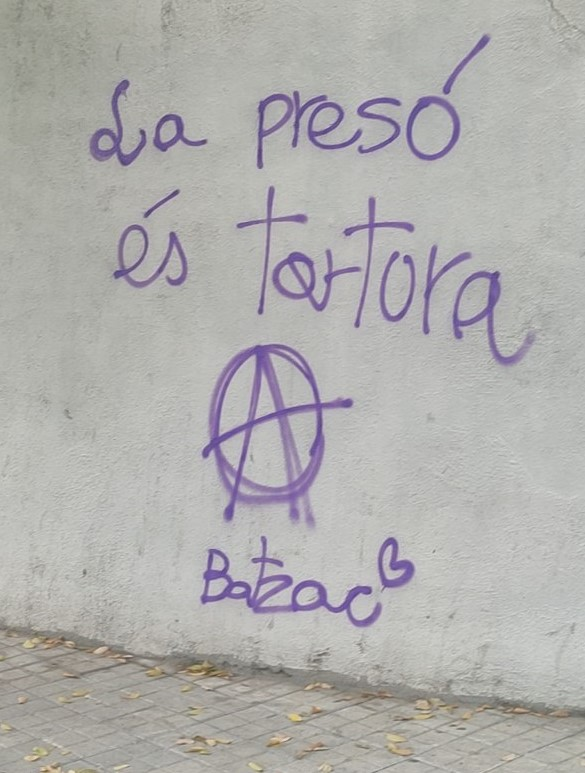
Graffiti à Barcelone du 2022 qui dit « La prison est torture » en catalan

Les abolitionnistes indiquent que la peine d'incarcération échoue à régler les problèmes de délinquance et de criminalité à cause de plusieurs facteurs :
- Difficulté de réinsertion pour les anciens détenus : détruits psychologiquement et socialement exclus, ces derniers sont très exposés à un risque de récidive, aggravé par un fort ressentiment envers la société.
- Mauvais traitement des détenus durant leur incarcération : l'enfermement est lui-même considéré comme un mauvais traitement par les abolitionnistes, indépendamment d'éventuels autres mauvais traitements qui viennent généralement s'y ajouter[1].
- Fréquentation de personnes délinquantes durant l'incarcération, faisant de cette dernière une véritable "école du crime".
- Absence de réparation : les victimes ne retirent que peu de bénéfice à l'incarcération.
- Absence de résolution de la criminalité : les prisons ne s'attaquent pas aux vraies causes de la criminalité telles que la précarité ou la valorisation par la culture dominante de certains types d'agressions, de même que certains crimes et délits sont commis dans un but de survie et sont donc peu sensibles aux lois, rendant de fait les peines peu dissuasives. Par ailleurs, les auteurs de crimes de haine sont susceptibles d'être encore plus haineux à leur sortie de prison[2].
- Classisme et racisme : à crime ou délit égal, une personne aura une peine plus sévère si elle est précaire ou racisée, les condamnations de personnes privilégiées étant rares[3],[4].

Certains abolitionnistes disent qu’au contraire la prison et le système pénal fonctionnent très bien, estimant que les critiques adressées à ce dernier font justement partie des objectifs officieux de ce dernier. Ainsi, selon l'organisation Secours Rouge, "Plutôt que de dire que la police fonctionne mal, il faut au contraire dire qu’elle fonctionne très bien au regard de ce qui est attendu d’elle : protéger l’État, le système capitaliste, le racisme structurel et le patriarcat."
Les sociologues Loïc Wacquant et Thomas Mathiesen firent remarquer dans leurs théories que la prison est génératrice de troubles mentaux graves, les criminels ayant du pouvoir (argent ou pouvoir) vont moins en prison que les autres (injustice) et que les mineurs incarcérés peuvent y côtoyer la grande délinquance.

## Historique
En 1887, Pierre Kropotkine critique la relativité de la notion de « justice » ainsi que le système carcéral et les prisons dans lesquelles il a passé plusieurs années en France et en Russie, affirmant : « On ne peut pas améliorer les prisons » : « lieu privilégié de l'éducation au crime […] les réformes véritables sont impossibles [car] le système est mauvais des fondations jusqu'au toit ».
C'est dans les années 1970 que nait l'abolitionnisme pénal, marquées notamment par la publication du livre Politics of Abolition du criminologue Thomas Mathiesen, et qui influence durablement les mobilisations pour l'abolition de la prison. Parmi les auteurs et militants majeurs en faveur de l'abolition de la prison, on compte Angela Davis aux États-Unis, Louk Hulsman aux Pays-Bas, Jacques Lesage de La Haye, Catherine Baker ou Thierry Lodé en France.

## Résonance politique
Une partie du mouvement abolitionniste appuie sa critique sur une vision révolutionnaire. Selon la conception marxiste ou libertaire, la prison défendrait les intérêts économiques et politiques des classes supérieures. La critique du système carcéral est aussi en tension avec une criminalisation des violences faites aux femmes, créant des débats entre courants féministes.
En France, de nombreux collectifs se positionnent en faveur de l'abolition de la prison depuis le milieu des années 1970. Certains animent des émissions de radio et publient des journaux (comme L'Envolée). Le GENEPI, une organisation abolitionniste et féministe se dissout en août 2021 et est l'objet d'une polémique médiatique.

## Dans le monde
L'abolitionnisme pénal est un mouvement bien plus vivace dans la communauté académique en Amérique du Nord qu'en France au XXIe siècle.
Aux États-Unis, la principale organisation abolitionniste est Critical Resistance, cofondée par Angela Davis.
Depuis 1983, l’International Conference on Penal Abolition réunit tous les ans ou tous les deux ans des abolitionnistes du monde entier. La dernière conférence s'est tenue à Londres en 2018.

#### Articles
- Thibaut Slingeneyer, « La pensée abolitionniste Hulsmanienne », Archives de politique criminelle, vol. 27, no 1,‎ 2005, p. 5-36 (ISSN 0242-5637, résumé)
- Catherine Baker, Manifeste abolitionniste, mars 1984, texte intégral.
- Tristan Brossat, Les « anars » parlent aux taulards, Le Monde, 21 mai 2014, texte intégral
- Collectif, « Abolir la prison, ses mécanismes et ses logiques », Mediapart, 4 juin 2014, texte intégral
- Joël Charbit, Gwénola Ricordeau, Syndiquer les prisonniers, abolir la prison, Champ pénal/Penal field, vol. XII, 2015, lire en ligne, DOI 10.4000/champpenal.9124.
- Nebia Bendjebbour, « Radio Libertaire : Jacques Lesage de La Haye, militant anti-enfermement », Teleobs,‎ 2 mai 2017 (lire en ligne).

#### Ouvrages
- Michel Foucault, Surveiller et punir, Gallimard, 1975, 360p  (ISBN 2070729680)
- Louk Hulsman et Jacqueline Bernat de Celis, Peines perdues : le système pénal en question, Centurion, 1982, 182 p. (ISBN 978-2-227-12601-5)
- Alain Brossat, Pour en finir avec la prison, La Fabrique, 2001, 127p.  (ISBN 2-913372-13-9)
- Geoffroy de Lagasnerie. Par-delà le principe de répression. Dix leçons sur l'abolitionnisme pénal, Flammarion 2025.
- Collectif, Au pied du mur - 768 raisons d'en finir avec toutes les prisons, L'insomniaque, 2000, 356p  (ISBN 2908744341)
- Catherine Baker, Pourquoi faudrait-il punir ? Sur l'abolition du système pénal, tahin party, 2004, 188 p.  (ISBN 2-912631-11-4)
- Nicolas Carrier/Justin Piché: Actualité de l'abolitionnisme. Champ Pénal/Penal field, vol, XII, 2015.
- Massimo Pavarini/Livio Ferrari (ed.) No Prison. Capel Dewi, EG Press 2018.
- Gwenola Ricordeau, Crimes & Peines. Penser l'abolitionnisme pénal. Caen, Grevis, 2021.
- Serge Livrozet, De la prison à la révolte, première édition 1973.
- Tony Ferri, Abolir la prison. L'indispensable réforme pénale, Paris, Éditions Libre et Solidaire, 2023, 228 p. (ISBN 978-2372631433)
- Joël Charbit, Shaïn Morisse et Gwenola Ricordeau, Brique par brique, mur par mur: Une histoire de l’abolitionnisme pénal, Lux Éditeur, 16 mai 2024 (ISBN 978-2-89833-144-2, présentation en ligne)